# Juan Cayasso Reid
Juan Arnoldo Cayasso Reid (* 24. Juni 1961 in Puerto Limón) ist ein ehemaliger costa-ricanischer Fußballspieler.

## Laufbahn
Reid begann in den 1980ern seine Karriere beim LD Alajuelense, wechselte 1988 aber zu dessen Erzrivalen Deportivo Saprissa.
1990 kam er dann von Deportivo Saprissa zu den Stuttgarter Kickers, für die er in seiner ersten Saison in der 2. Bundesliga gleich 8 Tore in 30 Spielen erzielte und mit denen er den Aufstieg schaffte.
In der Saison 1991/92 bestritt er noch 15 Spiele für die Stuttgarter Kickers in der Fußball-Bundesliga und erzielte dabei 2 Tore, bevor er den Verein wieder verließ.
Cayasso war für die Fußballnationalmannschaft von Costa Rica bei der Fußball-Weltmeisterschaft 1990 dabei, wo er insgesamt 4 Spiele bestritt und auch einmal traf. Insgesamt brachte er es auf 49 Länderspiele, in denen er 9 Tore erzielte.
Zurzeit ist Cayasso sportlicher Direktor von Deportivo Limón.